# Dinapur Cantt.
Dinapur Cantt. là một thị xã quân sự (cantonment) của quận Patna thuộc bang Bihar, Ấn Độ.

## Nhân khẩu
Theo điều tra dân số năm 2001 của Ấn Độ, Dinapur Cantt. Có dân số 28.149 người. Phái nam chiếm 56% tổng số dân và phái nữ chiếm 44%. Dinapur Cantt. Có tỷ lệ 71% biết đọc biết viết, cao hơn tỷ lệ trung bình toàn quốc là 59,5%: tỷ lệ cho phái nam là 77%, và tỷ lệ cho phái nữ là 63%. Tại Dinapur Cantt., 13% dân số nhỏ hơn 6 tuổi.